# Estación Henry Bell
Henry Bell es una estación ferroviaria del Ferrocarril Domingo Faustino Sarmiento de la Red ferroviaria argentina, en el ramal que une las estaciones de Gorostiaga y Anderson.

## Ubicación
Se encuentra en la localidad de Henry Bell, partido de Chivilcoy, provincia de Buenos Aires, Argentina.

## Servicios
Recibía los servicios provenientes de Anderson con destino a Gorostiaga. No posee servicios de pasajeros desde 1994. Sus vías están a cargo de la empresa estatal de cargas Trenes Argentinos Cargas, sin embargo las vías se encuentran sin uso y en estado de abandono.